# Eurípides (fill)
Eurípides (en llatí Euripides, en grec antic Εὐριπίδης) va ser el més jove dels tres fills d'Eurípides, segons diu La Suda, una enciclopèdia romana d'Orient.
Després de la mort del seu pare va presentar tres de les seves obres a la gran festa de la Dionísia. Eren Alcmeó (que ja no existeix), Ifigenia a Àulida i Les bacants.
La Suda menciona també un nebot del gran poeta, que igualment s'anomenava Eurípides, i diu que va ser autor de les obres Medea, Orestes i Polixena, i afegeix que va guanyar un premi presentant una de les tragèdies del seu oncle. És probable que La Suda confongui el fill amb el nebot.
Aristòfanes cita una persona de nom Eurípides que va introduir un impost que al principi va ser molt popular, sobre la propietat i els diners, però aviat va ser rebutjat i odiat per tothom. L'edicte sobre l'impost és de l'any 394 aC. No és clar si aquest personatge era el fill o el nebot d'Eurípides o una altra persona diferent.